# 2014년 베트남 반중 시위
2014년 베트남 반중 시위(베트남어: Biểu tình phản đối Trung Quốc tại Việt Nam năm 2014, 중국어: 2014年越南排華暴動 2014년 월남화교배척폭동[*])는 중화인민공화국이 남중국해 파라셀 제도 인근에 석유 시추 장치를 설치한 것이 원인이 되어 2014년 5월 10일부터 2개월에 걸쳐 베트남에서 일어난 시위이다.

## 원인
2014년 5월 2일 중화인민공화국 정부는 파라셀 제도 인근에 석유 플랫폼 해양석유 981을 설치하였다. 여기에 베트남 정부는 이 곳이 자국의 배타적 경제수역에 속하므로 중국의 행위는 불법이라고 주장하였다. 반면 중국 측에서는 "시사 군도(파라셀 제도)는 중국의 고유한 영토이다."라고 주장하였다.
베트남은 초계함을 현장에 보내어 장비 철수를 요구했으나 중국 또한 함정 3척을 보내서 베트남 선박을 들이받고 물대포 등으로 공격했다. 5월 7일 중국은 항공기와 헬리콥터를 보내어 베트남 측의 접근을 막았다. 양측의 충돌은 5월 12일까지 계속되었으며 이 기간 동안 베트남 경비대원 9명이 부상을 입고 선박 8척이 파손되어 베트남인들의 반중 감정을 자극하였다.

## 경과

### 5월 10일
베트남 남부 호찌민 시 중국 총영사관 앞에서 100여 명이 중국의 석유 채굴 행위 및 자국 초계함과 중국 선박의 충돌로 부상자가 속출하는 것에 대해 항의 시위를 벌였다. 베트남 정부는 중국과 관련된 시위는 보도를 자제해 오던 관례를 깨고 이 사건을 언론에 보도했다.

### 5월 11일
베트남 수도 하노이 주재 중국 대사관 앞에서 약 500명이 전일 호찌민 시에서와 같은 이유로 항의 시위를 하였다. 호찌민 시에서는 이틀째 시위가 이어졌으며 베트남 중부 후에, 다낭에서 수천 명 규모의 시위가 일어났다. 베트남 불교 공동체 VBS는 중국의 행동을 국제법 위반행위라고 비난했다.

### 5월 13일
이날 밤 베트남 남부 빈즈엉 성 산업공단에서 약 2만 명이 시위를 벌였다. 이날 시위는 폭동으로 번지면서 공단 내 공장 10여 곳이 불에 탔다. 그러나 이 날 피해를 입은 공장 대부분은 중화인민공화국이 아니라 중화민국 소유였던 것으로 드러났다. 폭동 참가자들이 한자 간판이 붙어 있는 기업을 중화인민공화국 국적으로 간주하고 공격했기 때문에 중화민국 기업의 피해가 큰 것으로 나타났으며 이 날까지 중화민국 기업 약 1,000여 곳이 직간접적 피해를 본 것으로 집계되었다. 이 날 시위를 주도한 베트남 애국청년단 등은 적게는 100명, 많게는 1000명 규모로 몰려다니면서 대한민국, 중화민국, 싱가포르 등 다국적기업 내에 진입하여 반중시위에 동참하라고 선동하고 파업을 유도하며 기물을 파손했다. 현지 경찰이 수습을 위해 노력했으나 인원이 부족하여 통제에 어려움을 겪었다.
대한민국 언론에 따르면 13일까지 호찌민 시에 있는 대한민국 기업 50여 곳이 시위대의 공격으로 피해를 보았다. 대한민국 총영사관은 한국 기업을 대상으로 하는 시위가 아닌 것으로 파악하고 공장에 태극기를 달 것을 권고했고, 베트남 정부에 한국 기업의 피해를 막도록 조치를 취해 줄 것을 요구했다.

### 5월 14일
이날 밤 베트남 중부 하띤 성 철강단지에서 시위가 일어났고 BBC 보도에 따르면 베트남 근로자 5명, 중국인 16명 등 최소 21명의 사망자가 나왔고 100여 명이 병원으로 긴급후송 되었다. 반면 베트남 주재 중화민국 대표부는 피해규모를 중국인 노동자 1명 사망, 90명 부상으로 발표하였다. 이 철강공장은 중화민국 국적 포모사플라스틱그룹이 동남아시아 최대규모 제철소로 계획 공사중인 곳이었다.
14일 시위로 중화인민공화국과 중화민국 기업이 가장 큰 피해를 봤고 싱가포르 일부 업체도 피해를 보았다. 중화민국 정부는 이에 대해 유감을 표시하였다. 베트남에 살던 중국인 수백 명이 안전 문제로 이웃나라 캄보디아로 피신했다.

### 5월 15일
베트남 정부는 과격시위가 일어난 빈즈엉 성 현장에 공안과 군 병력을 투입하였고 중국 기업이 밀집한 곳에는 중화기를 동원하여 강경진압에 나섰으며, 약 500명을 방화·폭력·약탈 혐의 등으로 체포했다. 한국계 기업 중 일부는 이 날 조업을 재개했다. 그러나 하띤 성에 있던 삼성물산, 포스코건설 등 한국계 기업 일부는 소속 근로자를 안전지대로 대피시켰다.
응웬 떤 중 베트남 총리는 공공안전부에 베트남에 진출한 모든 외국인 기업의 임직원 안전과 회사 자산을 철저히 보호하라고 지시했다.
베트남 남부 시위는 진정되었으나 베트남 중부 지구를 포함하여 22개 성에서 시위가 벌어지고 있다고 부이 꽝 빙 베트남 기획투자부 장관이 밝혔다. 중화민국 정부는 자국민 6,000명을 철수시키기 위해 특별기를 보냈다.

### 5월 16일
이 날 모 매체가 빈즈엉 성에 있는 중화민국 국적 공장 숙소에서 중국인 사망자 1명이 5월 13일 발견되었다고 보도했다. 중화민국의 중앙통신은 이로써 공식 확인된 중국인 사망자 수가 2명으로 늘어났다고 보도했다. 응웬 떤 중 총리는 과격시위 선동세력을 색출하여 엄중히 처벌할 것을 지시했으며 외국인 투자자 보호와 치안유지에 관심을 기울일 것을 주문했다. 베트남 노동총연맹은 지역 노동단체들에 노동자들이 평화적인 시위 및 법질서 준수를 행하도록 종용할 것을 요청했다.

### 5월 17일
베트남 공안당국은 주요 대도시에서 다시 시위가 발생할 가능성이 있다고 판단하여 도심지 내 외국기업 공장 등지에 병력을 대거 배치했다. 여기에 힘입어 반중시위는 진정국면으로 접어들었다.

### 5월 18일
중국 정부는 베트남에 머무르던 자국인 3,000명을 본국으로 귀환시켰다. 이 날 하노이, 호찌민, 다낭 등 주요 도시에서 시위가 예정되어 있었으나 베트남 정부 공안의 봉쇄로 무산되었다. 하띤에서는 약 80명이 반중 시위를 벌였으나 충돌 없이 자진 해산하였다. 홍콩 언론은 대규모의 중국군 병력이 베트남 국경 쪽으로 이동하고 있다는 보도를 냈다.

### 5월 19일
중국 정부는 1만 톤급 대형 선박을 파견하여 자국민 4천 명을 추가로 본국으로 철수시켰다. 사르 켕 캄보디아 부총리 겸 내무장관은 자국으로 피신한 중국인은 약 2천 명에 이른다고 발표했다.
중국은 베트남과의 교류 계획을 일시적으로 중단하겠다고 밝혔으며 베트남 여행자제령을 일시적 여행 금지 수준으로 올렸다. 베이징의 여행사들은 베트남 여행 상품 판매를 전면 중단하였다.

### 이후 경과
5월 21일 폭력 시위가 처음 일어난 빈즈엉 성의 공단 관리 위원회는 시위 중 조업이 중단된 업체 중 약 80%가 가동을 재개했다고 발표했다. 베트남 공안은 빈즈엉 일대 시위 관련자 750명 가량을 기소할 것이라고 밝혔다. 북중부 하띤 성에서 일어난 시위에서도 96명을 체포했고 이들 중 상당수를 처벌할 것이라고 했다.
같은 날 응우옌떤중 베트남 총리는 중국의 영유권 공세에 대하여는 "법적 조치를 검토하고 있다. 영유권은 신성한 것이기 때문에 합법적인 권리를 단호히 수호할 것"이라고 말했으며, "중국의 원유시추 행위는 UN 해양법협약에 어긋나는 행위"라고 밝혔다.
5월 26일 파라셀 제도 부근 해역에서 조업 중이던 베트남 어선 1척을 중국 어선 40여 척이 둘러싼 뒤 들이받아 침몰시켰다. 침몰한 어선에 타고 있던 선원 10명은 무사히 구조되었다. 베트남 정부는 이 사건에 대해 '중국 공산당의 테러 행위'라고 비난하였으나 중국 측은 '베트남 어선이 석유시추 플랫폼 경계 진입을 강행하여 중국 어선을 들이받은 뒤 스스로 침몰했다. 직접적 원인은 베트남 측이 반복적 경고를 무시하고 정상적 작업을 방해했기 때문이다.'라고 대조되는 주장을 하였다.
5월 27일 베트남 국영 VTC 방송은 웹사이트를 통해 중국산 영화 방송을 중단하고 이를 한국산 콘텐츠로 대체한다고 발표했다.
6월 9일 중국은 베트남에서 활동하는 113개 중국 기업들에 대해 현지 입찰에 참여하지 못하도록 금지령을 내렸다.
6월 18일 베트남과 중국은 하노이에서 고위급 접촉을 갖고 분쟁도서를 둘러싼 갈등 해결 방안을 교환했으며 이 문제를 평화적으로 해결할 것이라는 기본원칙에 합의했다.
7월 16일 중국은 파라셀 제도 인근에 설치했던 석유 시추설비의 임무가 완료되어 철수를 시작한다고 발표했다.

## 각국 반응
- 중화인민공화국: 2014년 5월 13일 외교부는 "베트남 선박은 중국 선박을 169회 들이받았다. 베트남이 도발자라는 것을 부인할 수 없다. 중국은 현재 냉정과 자제를 유지하고 있으나 베트남은 모든 수단을 동원하여 여론을 기만하고 있다."라고 비난 성명을 발표했다. 다음날 14일 중국 외교부 책임자는 베트남 대사를 초치하여 엄중 항의하고 베트남이 즉각 실효성 있는 조치를 취해줄 것을 요구했다.[48] 같은 날 중국은 "베트남은 중국의 주권과 관할권에 대해 더 이상 도발하지 말아야 하며 사태를 복잡하게 하거나 확대하지 말아야 한다."라고 발표하여[49] 사태의 책임이 베트남에 전적으로 있다고 주장했다.[50]

중국인 사망자가 보도된 5월 15일 화춘잉 외교부 대변인은 "베트남 측이 반중 세력과 불법 세력을 종용한 것과 사망사건이 직접 관련이 있다. 베트남은 책임지는 자세로 불법행위자들을 처벌하고 손실을 배상해야 할 것."이라고 발표했다.
팡펑후이 중국인민해방군 참모총장은 미국 방문중 "일부 이웃국가들이 영유권 분쟁을 악용해 문제를 일으키고 있으나 중국은 단 한 치의 영토도 양보할 수 없다. 중국은 남중국해에서의 석유 시추를 포기할 생각이 전혀 없다."라고 말했다.
5월 22일 중국은 피해조사차 현지에 파견된 류젠차오 외교부 부장조리를 통해 "베트남의 사후 조치가 미흡한 데 강력한 불만을 표시하며 불법 행위자를 강력 처벌하고 손실을 배상하며 사망자 뒤처리를 적절히 할 것을 요구한다."라고 밝혔다.
- 중화민국: 5월 14일 현지에 진출한 자국 기업이 피해를 본 것과 관련하여 "베트남 인들은 비이성적인 폭력 행위를 중단하라. 이는 양국간 우호 관계를 해치고 중화민국 국적 기업인의 베트남 투자 의지에 영향을 줄 수 있다."라고 밝혔다.[54] 5월 16일 중화민국 정부는 현지 투자를 잠정 중단하는 방안을 검토하고 있다고 밝혔다.[30]

- 일본: 5월 14일 일본 외무성은 여행 주의권고를 발령하였으며 이 조치는 동년 7월 23일에 해제되었다.[55] 다음날 15일 관방장관은 베트남 당국에 일본인 및 일본 기업의 안전 확보와 가해자 처벌, 피해 보상에 임해 줄 것을 요청했다.[56]

- 대한민국: 5월 14일 대한민국 정부는 베트남 외교부와 공안부에 한국인 교민에 대한 안전조치를 요청했다. 이와 함께 남중국해 영유권 분쟁에 대하여 '항행의 자유가 중요하며 무력이 아닌 평화적 방법으로 문제를 해결해야 한다는 게 우리의 기본 입장'이라고 밝혔다.[57]

## 베트남 역외 시위
자국을 떠나 세계에 퍼져 있는 베트남인들은 여러 나라에서 중국을 규탄하는 시위를 전개하였다.
- 미국: 5월 11일 워싱턴 D.C.에서 베트남 교민 수백 명이 중국의 시추장비 철수를 요구하는 시위를 벌였다. 로스엔젤레스 중국 총영사관 주변에서도 동시에 시위가 있었다.[58]
- 일본: 5월 14일 도쿄에서 500여 명이 도심집회를 개최했다.[58]
- 독일: 5월 10일 프랑크푸르트 중국 총영사관 앞에서 수백 명의 베트남 사람들이 반중시위를 했다. 5월 14일 베를린 중심가 포츠다머 플라츠에서 5,000명이 반중국 집회를 개최했다.[58]
- 대한민국: 5월 16일 재한 베트남 교민회는 중국의 원유시추 행위에 항의하는 성명을 발표했다. 주한베트남공동체 회원들은 18일 서울특별시 종로구에서 중국 규탄 시위를 열었다.[59][58] 이외에도 서울에서 베트남 유학생 300여 명이 시위를 했고 부산, 광주 등지에서도 집회가 있었다.[60]
- 홍콩: 6월 1일 베트남 교민 50명이 혈서를 쓰고 시위를 했다.[61]

## 사이버 공격
시위 및 폭동 기간동안 베트남 해커들이 며칠에 걸쳐 중국 정부 홈페이지 여러 곳을 공격했으며 중국 해커들은 220개 베트남 정부 및 기업 홈페이지를 공격하여 중국 국기가 휘날리는 이미지 등으로 바꾸어 놓는 등 사이버 공격을 주고받았다.

## 피해규모 및 영향
이 사태로 중국측 피해는 근로자 4명 사망, 23명 중상, 부상자는 130여 명으로 집계되었다. 100여 개의 외국 기업이 피해를 보았고 12개 공장이 불에 타 여기에서 일하던 6만 명에 이르는 근로자가 실직 상태에 처했다.
2014년 7월 베트남 관광청의 발표자료에 따르면 폭동이 발생한 5월 베트남을 방문한 중국인 수는 전년도 동월에 비해 29.53 퍼센트 감소했다. 그러나 상반기 대 베트남 외국인 부동산 투자액은 전년도 대비 65 퍼센트 증가하였고 국가 전체 경제성장률 또한 외국인 직접투자가 지속적으로 이루어지고 있고 제조업 부문의 수출호조로 안정적 수치를 기록할 것으로 예측되어 시위가 경제지표에 미친 영향은 미미한 것으로 나타났다.

## 후속 조치
폭력사태의 발원지인 빈즈엉 성은 중국측이 피해를 항의한 데 대하여 "범죄자를 엄벌하고 중국기업이 입은 손실을 배상하며 지원하고 경찰력을 강화하여 중국기업과 노동자들의 안전을 보장하겠다."라고 밝혔다. 베트남 정부는 외국기업들이 입은 손실을 충분히 배상하겠다는 입장을 밝혔으며 연내 특별소비세율 인하 및 2014년 5월 이전 발생한 세금 납부를 2년간 보류하기로 했다. 총리는 폭동 피해규모 책정과 피해를 입은 기업에 대한 배상금 지급을 신속 처리하도록 보험 각사에 요청했다. 또한 외국인 인력 집단철수로 발생한 인력난을 구제하기 위해 소요 인력의 입국절차를 간소화해 주기로 했으며 피해업체들의 토지임대료를 감면하기로 했다.
6월 5일 베트남 총리는 하노이에서 열린 2014 베트남 비즈니스 포럼에 참석하여 치안강화와 투자환경 개선을 약속하고 지속적인 투자를 호소했다.
6월 24일 베트남 재무부는 지역 사보험업체들과 공동으로 반중시위 당시 피해를 본 기업체에 배상금을 지불했다. 동나이 성에서 발생한 35개 업체에 186만 달러, 빈즈엉 성 피해기업 113개에 총 535만 달러를 우선 배상했다.
11월 13일 시위를 주도한 혐의로 체포된 근로자 11명에 대해 15~39개월의 징역형이 선고되었다.
11월 18일 베트남 세무총국은 빈즈엉, 하띤 성에서 피해를 본 외국 기업 248개소에 대하여 모두 2억 2528만 달러에 이르는 부가세를 환급하였다.

## 평가
이 사태의 원인이 된 파라셀 제도에서의 충돌은 중국이 미국이 개입할 명분이 미약한 작은 규모의 충돌을 일으켜 여기에서 승리하면서 아시아에서의 지위를 강화해 나간다는 전략에 따른 것이라는 분석이 있다.
베트남은 사회주의 국가로 시위를 엄격히 통제해 왔으나 이 시위는 베트남 정부가 방조한 관제 성격이 있었으며, 노동자들이 낮은 임금과 열악한 근무환경 때문에 누적된 불만을 이 사건을 계기로 분출한 것이라는 평가가 있다. 베트남 정부는 시위 초기 자국민들의 중국에 대한 적대감정을 고려하여 시위를 허용하였으나 이후 시위대가 폭도화된 뒤 18일부터 대규모 병력을 동원하여 시위를 적극 봉쇄하였는데, 이는 경제성장을 외국계 기업의 투자에 크게 의존하는 정부 입장에서 투자자들의 불안을 진정시킬 필요가 있었기 때문으로 분석됐다.
일본 산케이 신문은 베트남 시위의 가장 큰 피해자는 베트남으로, 지금까지의 '미래 예측이 가능하며 정치적으로 안정된 생산기지'라는 국가 이미지에 손상을 입게 되었다고 보도했다. 이 사태로 베트남에 정치적 격변이 일어나지는 않겠지만 베트남 경제의 취약함과 중앙정부의 통제 능력 부족이 드러났다는 평가도 있었다. 또한 베트남 경제의 주축인 외국인 투자와 관광업이 타격을 입을 것으로 예측했다.
파이낸셜타임스는 이 사태에 대하여 베트남의 반중 정서는 내부의 불만을 외부로 돌리기 위한 것이 아니냐는 의혹이 나오고 있다고 보도했다. 또한 베트남은 중국처럼 정치체제에는 변화를 가하지 않으면서 경제성장을 이루는 것을 목표로 하고 있는데, 베트남은 중국처럼 자급자족할 수 있는 상황이 아니어서 베트남 경제의 모순점으로 작용하고 있다고 분석했다.